# سی‌سی‌جی‌اس پریزو
سی‌سی‌جی‌اس پریزو (به انگلیسی: CCGS Parizeau) یک کشتی است که طول آن ۵۷٫۷۹ متر (۱۸۹ فوت ۷ اینچ) می‌باشد. این کشتی در سال ۱۹۶۷ ساخته شد.